# Curtis J. Humphreys
Curtis Judson Humphreys (* 17. Februar 1898 in Columbiana County; † 22. November 1986 in Delaware (Ohio)) war ein US-amerikanischer Physiker.

## Leben
Humphreys wurde 1928 an der University of Michigan in Ann Arbor mit einer experimentellen Arbeit auf dem Gebiet der Spektroskopie promoviert. Obwohl er auch später vorwiegend experimentell arbeitete, widmete sich eine seiner frühen Veröffentlichungen, die in Zusammenarbeit mit Samuel Goudsmit entstand, einem theoretischen Problem der Spektroskopie. Zwischen 1928 und 1953 arbeitete er hauptsächlich beim National Bureau of Standards (NBS). Als 1953 die Forschungslaboratorien des NBS in das Marineministerium überführt wurden, wurde er Leiter der Abteilung Infrarotspektroskopie in Corona (Kalifornien) und 1957 dann Leiter der gesamten Forschungsabteilung. Nach seiner Pensionierung war er an der Purdue University tätig.
Seit etwa 1930 widmete sich Humphreys den Wellenlängenbestimmungen mit dem Fabry-Pérot-Interferometer. Seine Forschungsgruppe lieferte etwa vier Jahrzehnte lang wichtige Beiträge für das Internationale System der Wellenlängenstandards, wobei die frühen Arbeiten speziell die Spektralanalyse von Krypton und Xenon und deren Ionen  betrafen. Anfang der 1950er Jahre erzielte er einen wesentlichen Fortschritt bei der Anwendung radiometrischer Methoden bei der Analyse des Emissionsspektrums von atomarem Wasserstoff im Infrarotbereich. Die von ihm entdeckte Serie von Spektrallinien wird auch als Humphreys-Serie bezeichnet.
Auch in der Folgezeit arbeitete er an der Verbesserung von Techniken der IR-Spektroskopie.
1941 wurde er Fellow der American Physical Society.